# Poppy Playtime
《波比的遊戲時間》是由美國獨立遊戲開發商Mob Entertainment（原MOB games）所開發、發行的生存恐怖遊戲。在遊戲中，玩家將扮演來自玩具製造公司Playtime Co.的前員工，在其員工離奇失蹤後的十年後再次重訪這個已然廢棄的玩具工廠。玩家將透過第一人稱視角進行遊玩，並解決一些難題，而其中有些需要使用名為GrabPack的小工具，才能在躲避各種敵人的同時取得進展。
第一章的Windows版於2021年10月12日在Steam發布，Android與iOS版則於2022年3月11日發布，PlayStation 4與PlayStation 5版於2023年12月20日發布，任天堂版於同月25日發布；第二章於2022年5月5日在Windows發布，Android與iOS版則在8月15日發布；第三章則在2024年1月30日發布。而第一章之後的所有章節都將作為DLC發布。該遊戲最初發布時的遊戲玩法獲得了正面好評，但由於第二章時出現的眾多Bug而使得出現了褒貶不一的評價。此外，遊戲開發團隊Mob Entertainment因宣布將遊戲故事的一部分發行為不可替代的非同質化代幣而受到嚴厲批評。

## 遊戲玩法
該遊戲為第一人稱生存恐怖遊戲，玩家將扮演Playtime Co.的前員工，在收到在10年前失蹤的員工信件後，返回隸屬於該公司的廢棄玩具工廠。爾後，玩家將發現工廠內到處都是活生生且對玩家懷有敵意的玩具，並開始尋找逃離工廠的方法。其中，工廠各處充斥著各種VHS錄影帶，每一個錄影帶都對故事進行了更深入的解釋。
此外遊戲存在各種謎題，玩家必須解決謎題方可進一步前進。其中，有些需要使用一種叫做GrabPack的工具，為一種可配備一雙可伸縮手臂的背包，可用於從遠處拉動或接觸物體、導電和進入某些門；在第二章中，它還可進行暫時儲存電力在綠色手臂上，並在遊戲過程中獲得新手，並在電源間進行電力傳輸。

## 章節

### 第一章——A Tight Squeeze緊緊重壓
玩家將收到一個包含VHS录像带在內的包裹，該录像带顯示了標題人物Poppy Playtime的廣告和工廠參觀畫面，然後突然剪切成拼接的poppy塗鴉鏡頭，以及已經失蹤的工作人員的一封信，要求他們去「找花」。之後玩家進入了廢棄的玩具工廠，獲得GrabPack，並用它來解鎖大廳的門。進入大廳後，玩家將見到展示在大廳中央的Huggy Wuggy哈吉烏吉（實驗體1170，真實姓名：未知）。在試圖打開大廳的一扇門期間，大廳會突然斷電，迫使玩家恢復動力室的電力。
回到大廳後，玩家便會發現Huggy從原本的展示位上消失了。爾後，玩家修復儀表盤電源，並控制橋式起重機來取回右手後，便可用該手來打開通往塗有「交個朋友」的工廠的傳送帶的艙門，玩家可恢復機器動力來製造玩具。在將玩具放入掃描儀並打開通往走廊的門，並等玩家進入後不久，Huggy Wuggy突然出現在通風口內並開始追逐玩家。當玩家逃到死路後，一旦將一個盒子拉下來並破壞了部分傳送帶，Huggy Wuggy將因此掉入工廠的底部。最後，玩家前往前面曾提到的塗鴉，打開一扇通往走廊的門，沿著走廊走向一個房間，玩家將看到一個被鎖在透明箱子內的Poppy並打開他，釋放Poppy！

### 第二章——Fly in a Web網中飛蠅
在將Poppy從箱子中救出後，玩家因路被堵了而探索工廠後廳，並最終找到了入口通往Playtime創始人Elliot Ludwig的辦公室。在穿過辦公室通風口後，Poppy感謝玩家救出了她，並提議透過給出可以啟動工廠火車的代碼逃出工廠，然而後來，Poppy被抓走並拉進工廠深處。當接近火車所在的遊戲站時，玩家會遇見Mommy Long Legs長腿媽媽（實驗體1222，真實姓名：瑪利．佩恩marie payne），她將Poppy扣為人質，並從玩家的GrabPack中取出紅手。她要求玩家在在接下來的挑戰中贏得三場勝利，作為回報，她將給玩家火車的代碼，並威脅如果不遵守規則就會殺死玩家。爾後，玩家穿過工廠，為GrabPack製作新手，然後繼續進行三場比賽。
Mommy Long Legs開啟遊戲站門後，進入的地方則是工廠火車大廳，火車月台上會有三支拉桿，每一根拉桿對應著不同的入口關卡，拉下拉桿後會聽到來自Stella的廣播，要求玩家跟著Mommy Long Legs下樓，隨後第一關的地窖門開啟，玩家進去地道後，會先製作GranPack的綠手，綠手具有儲存電能10秒的功用，完成製作綠手後，便會進入遊戲關卡。
第一關叫做「Musical Memory」，也就是顏色符號順序記憶，玩家會進入一個圓形舞台，上方則是遊戲關主玩具兔子Bunzo bunny，玩家必須依照螢幕上依序出現的顏色或圖案順序，正確的敲擊在玩家眼前的圓形按鈕上，而關主Bunzo會從圓形舞台上方慢慢下降，當玩家敲擊與螢幕上正確的順序時，Bunzo會被拉回至頂端，反之則會快速下降，如果沒有及時敲擊出正確順序，Bunzo會跳下來把玩家殺死，關卡一共有五個回合，進入第五個回合時，螢幕的題目順序會一直跳動，而這時候會有一個驚嘆號的緊急停止按鈕在沿著舞台環繞，玩家按下緊急按鈕後，遊戲便會強制中止，第一關卡結束，Mommy Long Legs 給予第一條火車密碼後，便會讓玩家從通風管離開來到了倉庫後夾bron走搭升降板上去，第一關卡結束。
第二關叫做「Wack-A-Wuggy」，也就是俗稱類似“打地鼠”的遊戲，玩家進入場地內，四周牆壁皆有洞口，洞口裡面都會有各種不同顏色的小型玩具Huggy Wuggy，玩家必須要用GrabPack的雙手將mini Huggie推回洞裡，否則mini Huggie 會從洞口跳出來把玩家殺死，完成任務後會得到第二條火車密碼跟住上去就會看見路軌沿著路軌走往右走看見kissy missy幫我們開門開完門就走了然之後我們要推礦車barry去撞爆木板 撞爆木板後我們下去往右走跳下洞裡就回到了這個關卡的入口，第二關卡結束。
第三關叫做「Musical Statues」，也就是所謂的“一二三木頭人”遊戲，玩家會進入一個場所，場所內有各式各樣的障礙物、迷宮及通風管，玩家必須依照燈光的明暗做移動的動作，當場所內的燈光關閉且有音樂播放時，玩家可以往前移動，但是當燈光亮起時就必須停止移動，而遊戲關主毛毛蟲狗PJ ( PJ pug-a-piller)會跟在玩家後面，當玩家如果被PJ抓到或者是在燈光亮起的狀態下移動，都算是強制淘汰，玩家在移動到場所尾端時會發現是死路，而上方則有一扇窗戶，玩家為了避免被PJ抓到，選擇打破規則離開，第三關結束。
在第三場比賽中，玩家在逃跑之前能夠獲得兩部分代碼，逃到工廠下方的隧道中。憤怒的Mommy指責玩家在第三關作弊並開始追逐之並一路追至工廠，直到她被工業磨床卡住並被殺死。隨後，一隻融合了機械和骨頭的手掌出現（此為實驗體1006原型the prototype），並將已然破碎的身體帶離。後來玩家發現Poppy被第三部分的代碼困在蜘蛛網中，在救出她之後，玩家便坐上了火車逃離。然而到了最後，Poppy調轉了火車，並說因為工廠內部發生的種種，她還不能讓玩家離開，並聲稱玩家可以處理接下來發生的任何事情。之後火車在通往「Playcare」的標誌附近失控並出軌。

### 第三章——Deep sleep深度睡眠
玩家被一隻叫做CatNap瞌睡貓（實驗體1188，真實姓名：西奧多．格蘭貝爾Theodore Grambell）的類貓怪物丟進一條隧道，然後玩家遇一個自稱Ollie奧利的聲音透過玩具電話來提供玩家一些提示與鑰匙後順利經過火車站來到Playcare托兒所，該托兒所由Playtime創始人Elliot Ludwig創辦，並由Playtime的「Smiling Critters微笑小伙伴」系列成員來守護，Ollie說原本有8隻後來只剩CatNap，幫助玩家解決問題。Ollie首先給玩家一把氣體生產區的鑰匙，氣體生產區主要負責給建築提供電力，同時會產生一種叫做「罌粟氣體」的氣體（CatNap本身也可以製造這類氣體）。在玩家啟動控制台後，電力突然中斷。隨後玩家將開始在Playcare內尋找備用發電的同時，其還得避開CatNap，並使用一種防毒面具在散發迷幻劑的罌粟氣體中生存下來。
Playcare 有六個地方，包括甜蜜之家home sweet home、學校school、玩樂屋playhouse、輔導員辦公室 Counselor's Office、玩具商店toy store和紅煙生產區Gas Production Zone
但玩家只要到五個地方就好了，包括甜蜜之家、學校、玩樂房、輔導員辦公室和紅煙生產區。
我們進入甜蜜之家後因吸入紅煙睡著了被Nightmare Huggy惡夢哈吉嚇醒後我們繼續解謎 發要了一個防毒面具 
後來經過一番解謎之後終於可以出來了 出來後Kissy Missy親吻小姐突襲 Poppy波比上前阻止之後Poppy與陪同的Kissy Missy解釋了為什麼改變軌道 因為她們希望原型1006殺死她們之前，玩家能夠幫助她們消滅1006，藉以結束它對工廠範圍內的屠殺。之後，玩家在學校中遇到叫做Miss Delight喜悅小姐的敵人並最終成功殺死她。後我們經過礦坑見到了正在崇拜原型的CatNap然後來到了Ollie說很危險不要去的Playhouse後遇到了「最後一個」Smiling Critters成員DogDay熱情狗，他向玩家解釋說CatNap想要殺死玩家，並且在被迷你Smiling Critters殺死、控制之後轉而試圖殺死玩家。在玩家到達輔導員辦公室後，Catnap搶走了我們的防毒面具 因此又被罌粟氣體控得精神恍惚，這段期間Poppy用各種幻象對玩家反問，並告訴玩家孩子們正在被實驗，並成為工廠中的各種實驗體。在玩家再次回到氣體生產區試圖重啟電力時與CatNap進行了一場戰鬥，並成功讓其觸電並燒死之。此時1006的手從上面的艙門中伸下來，面向CatNap。最後1006的手刺穿CatNap的喉嚨，並拖著它一動也不動的身體離開了。在章節結束前，Poppy向玩家展示了「The hour of joy歡樂時光」的錄像，該錄像展示了1006指示各個吉祥物與生物肆意屠殺員工，因此她們必須殺死1006。然就在Poppy與玩家沿著電梯準備到1006的巢穴之時，Kissy Missy突然遭到攻擊，而Poppy則拚命地試圖讓電梯上升回去……。

### 第四章——Safe Haven庇護所
緊接著第三章結尾，玩家來到地底，由於Kissy Missy受到不明襲擊，Poppy必須上去看她。隨後，玩家照poppy的指示前往監獄來尋找未知盟友，但過程中，玩家上的一輛原本是在送實驗體們的火車貨車，並遇到這章的主要boss之一的"The Doctor"全名"Harley Sawyer"，也就是哈雷 ‧ 索耶爾博士，他跟玩家說明整個地下設施都是他的地盤後，玩家來到了監獄，在這裡，玩家重新拿到了紅手手。在解一些謎之後，玩家遇到了本章另一個boss，Yarnaby（實驗體1166）。在進行一小段追逐戰後。玩家遇到了鍵琴龍pianosaurus但一出場就被那個未知盟友-Doey the Doughman打飛了，後來他帶了我們來到"庇護所"（Safe Haven），在那，我們和Poppy與Kissy重新會合。Doey讓玩家去找博士並從他那裏拿到"萬能鎖匙手套"來修好發電機。之後又是一大串的解謎後，玩家再次遇到Yarnaby追逐戰，最後牠因為無法成功運用鐵鍊盪到玩家這邊，而掉下火場，並且鐵鏈有高溫，所以自燃，最終死亡。之後，玩家進入了與博士的最後一關，玩家必須摧毀博士在基地內的所有用來維持博士生命的器官，在這期間還會受到Baba Chop的阻擾，經過重重阻礙後玩家來到了博士的大腦處，並將它給破壞掉，最終博士死亡而玩家也成功拿到萬能鎖匙手套《但只能用5次》，事後Poppy讓玩家去找炸藥，安放在地基，打算等事情辦完就炸掉這裡。誰知，在玩家找到了炸藥並安放好後，原型將炸藥全數偷走，並屠殺了整個庇護所，Doey看見了庇護所的慘狀後因自責而精神崩潰，瘋狂追主角，最終被主角運用液態氮和液壓機殺死，並知道Doey其實是由三個小孩的靈魂所組成的 ， 實驗體分別是Jack Ayers，1322A - 天真而頑皮。 凱文·巴恩斯 (Kevin Barnes)，1322B - 憤怒而激烈。 馬修哈拉德Matthew Hallard，1322C - 強，還有四個顏色分別有橙色、藍色、黃色和紅色，擁有三個不同的人格。Poppy責怪玩家殺死Doey，現在走投無路了，且最後Ollie說了他就是原型(the prototype)並承認這幾年一直在利用Poppy，還將玩家收集的炸藥移到了玩家的所在地，最終Poppy逃跑了。玩家這的地板也因為炸藥的關係而裂開，Kissy Missy衝過來試圖救玩家，結果Kissy Missy的手臂為此斷裂，而玩家也因此還是摔下了礦洞。誰知我們進到實驗室，播放卡帶後觸發了警報，與此同時Huggy wuggy再次回歸，並且瘋狂錘着門，由於警報被觸發，一些紅色氣體湧進了玩家所在的房間裡，隨著玩家因吸入氣體而暈倒後，第四章到此結束。
第五章—horror mystery恐怖之謎
回到第四章，主角進入到實驗室後，觸發了警報，紅色液體湧入來，Huggy wuggy瘋狂地拍着門，玩家因吸入氣體而暈倒，之後玩家醒來後，玩家從床上起來，有一條紙條寫着

## 開發與發佈
| 2021 | 第一章 – A Tight Squeeze   |
| 2022 | 第一章的iOS與Android版發布 |
| 2022 | 第二章 – Fly in a Web      |
| 2022 | 第二章的iOS與Android版發布 |
| 2023 | 第一章系統控制臺發布       |
| 2024 | 第三章的iOS與Android版發布 |

《Poppy Playtime》的概念最初是由遊戲總監艾薩克·克里斯托弗森提出，他稱大多數人們遊玩的獨立恐怖遊戲為「步行模擬器」，這讓MOB遊戲有了這樣的想法：「創造一些不那麼普通的遊戲玩法，同時仍然保持令人興奮、恐怖和獨特的感覺」。該遊戲的第一章預告已於2021年9月發布，爾後該章節於同年10月12日於Windows版的Steam發布，Android和iOS版於2022年3月11日發布。在第一章發布後，遊戲的官方商品開始發布，包括T恤、海報和毛絨玩具，以及Youtooz出品的官方收藏品。
第一章之後的所有章節都將作為可下載內容發布。第二章的預告片於2022年2月22日發布，隨後在Twitter上發布了多個預告片，包括4月9日的預告片。在準備第二章發佈時，第一章開始可免費遊玩；隨後，第二章於5月5日發布Windows版，於8月15日發布iOS與Android版，其長度估計為第一章的三倍。第三章預告在8月6日發布，並在2024年1月31日發布遊戲。第四章在2025年1月30日發布遊戲。

## 評價
《Poppy Playtime》在首次發佈時，因其氛圍、故事和角色設計而廣受好評，並與佛萊迪餐館之五夜驚魂系列相提並論，Screen Rant的奧斯汀·蓋格稱《Poppy Playtime》比起《佛萊迪餐館之五夜驚魂：安全漏洞》「更具吸引力」。然而，第一章也因篇幅過短而受到批評，據稱其篇幅大約有30-45分鐘長。該遊戲很快便在YouTube和Twitch等平台上迅速曝光，前者的影片達到數百萬次觀看，基於《Poppy Playtime》的相關遊戲也同樣出現在Roblox上。
第二章在Steam的評價褒貶不一，好評部分主要在於配音和結局方面，差評則在於其大量的錯誤、性能問題以及免費第一章，包括音頻問題、當機、卡頓和所謂的「巴里故障」。對此MOB遊戲做出道歉回應，並開始針對上述問題推出補丁。

### 爭議
2021年12月，開發者在Twitter宣布了遊戲內海報的NFT後，很快就遭到了社區的強烈反對和負面評論，並有一些用戶要求退款，他們認為開發人員將部分的遊戲故事置於付費牆後面。作為回應，開發人員了該公告刪除，但由於已經簽署合同，無法刪除NFT，因此表示他們必須等到合同到期為止。2022年5月3日，MOB的執行長扎克·貝朗格在Twitter上發布的一項聲明表示，從NFT得到的所有利潤都將全數捐給空氣清潔工作組織。
在《Poppy Playtime》發布前後，開發商Ekrcoaster聲稱MOB遊戲抄襲了他的遊戲《Venge》。在上述聲明中，貝朗格否認了這些指控，並稱這些指控是基於2017年「過去的戲劇」。
多塞特郡警察局和拉斐特縣治安部門都於2022年3月22日與4月7日，向父母發布了關於Huggy Wuggy角色的分別聲明，並聲稱這是因為角色的名字之各種視頻沒有被「防火牆」阻止，也沒有被包括抖音和YouTube Kids在內的各種平台上的父母過濾器過濾。前者還聲稱，有英國的多所學校報告說，孩子們重現了這個遊戲，其中一個孩子擁抱另一個孩子，然後在被擁抱者的耳邊低聲說出邪惡的事情。據報導有兒童甚至從窗戶跳出以模仿該角色；盧森堡-卡斯科區收到有學生說「因為害怕這個角色而無法入眠」的投訴。事實查核網站Snopes證實了，儘管有英國的父母的一些報告，但警方錯誤地聲稱該角色演唱了歌曲──該歌曲是粉絲製作的並且從未出現在遊戲中。Snopes還表示，抖音和YouTube Kids上的年輕用戶無法觀看涉及該角色的不當視頻，而每個平台的發言人紛紛證實了這一點。
2022年9月，根據El Observador報導，烏拉圭一所學校的七名學童玩了一個類似於《Poppy Playtime》的遊戲，該遊戲曾指使他們用筆刨自殘，其中兩人因而備受往醫院救治。烏拉圭兒童與青少年研究所所長巴勃羅·阿卜杜拉對此指出，這一事件證實了「技術發展會帶來非常嚴重的風險」。

## 延伸作品

### 《Project: Playtime項目遊戲時間》
在2022年10月31日，《Project: Playtime》（一款搶先體驗版多人恐怖遊戲，為Poppy Playtime的多人延伸作品）也是poppy playtime的前傳，原訂在12月6日於Steam上推出，後來由於「服務器後端問題」，延後至2022年的12月12日推出。在該遊戲中，將會有六位玩家成為倖存者，另一位玩家則被賦予怪物的角色（可扮演Huggy Wuggy、Mommy Long Legs以及以嚇人箱為特色的新角色Boxy Boo）。倖存者的任務為取回所有的玩具零件，並組裝成一個大玩具；怪物的任務則為找到這些倖存者並殺死他們。

### 《Poppy Playtime:Forever》
《Poppy Playtime:Forever》由Mob Entertainment與Jazwares聯合開發，在2024年2月29日發布於機器磚塊。該遊戲最多支持十位玩家同時上線，並且允許玩家建立自己的地圖。

### 黑暗欺騙：怪物與凡人
```
多人恐怖遊戲《黑暗欺騙：怪物與凡人》發布了 DLC“Poppy Playtime Panic”，其中提供了一個基於 Playtime Co. 玩具工廠的舞台。
```

## 電影改編
根據Deadline Hollywood2022年4月的報導，MOB遊戲與Studio71將合作製作該遊戲的電影改編版，扎克·貝朗格表示「這將是一次很棒的旅程」。Studio71的腳本內容總裁邁克爾·施雷伯表示，這部電影的故事情節「將作為其自身的恐怖和扣人心弦的獨立傳奇故事之存在」。據報導，製片人羅伊·李正與MOB遊戲和Studio71洽談加入此項目。

## 外部連結
- 官方网站 （英文）